# 1450.
◄ | 14. stoljeće | 15. stoljeće | 16. stoljeće | ►
◄ | 1420-ih | 1430-ih | 1440-ih | 1450-ih | 1460-ih | 1470-ih | 1480-ih | ►
◄◄ | ◄ | 1447. | 1448. | 1449. | 1450. | 1451. | 1452. | 1453. | ► | ►►
Arhitektura • Astronomija • Glazba • Knjige • Književnost • Kršćanstvo • Medicina • Pravo • Promet • Slikarstvo • Znanost

## Događaji
- Leon Battista Alberti započinje Tempio Malatestiano – svoj prvi samostalni projekt koji naručuje Sigismondo Malatesta.

## Rođenja
- 18. svibnja – Petar Soderini, talijanski državnik
- 18. kolovoza – Marko Marulić, hrvatski književnik

## Vanjske poveznice
|  | Zajednički poslužitelj ima još gradiva o temi 1450. |